# Abbie Cornish
Abbie Cornish (Lochinvar, 7 agosto 1982) è un'attrice australiana.

## Biografia
Nata e cresciuta nel Nuovo Galles del Sud, Cornish è figlia di Barry, un posatore di pavimenti, e Shelley Cornish; ha una sorella minore, Isabelle, anche lei attrice. È nota per aver interpretato il ruolo di Candy nel film Paradiso + Inferno del 2006, accanto ad Heath Ledger. L'anno dopo ha preso parte ad Elizabeth: The Golden Age. Nel 2009 è stata protagonista di Bright Star, film di Jane Campion sulla vita del poeta John Keats e sulla sua storia d'amore con Fanny. Nel 2011 è tra i protagonisti di W.E. - Edward e Wallis, pellicola diretta da Madonna.

## Filmografia

### Cinema
- La maschera di scimmia (The Monkey's Mask), regia di Samantha Lang (2000)
- Horseplay, regia di Stavros Kazantzidis (2003)
- One Perfect Day, regia di Paul Currie (2004)
- Somersault, regia di Cate Shortland (2004)
- Everything Goes – cortometraggio (2004)
- Paradiso + Inferno (Candy), regia di Neil Armfield (2006)
- Un'ottima annata - A Good Year (A Good Year), regia di Ridley Scott (2006)
- Elizabeth: The Golden Age, regia di Shekhar Kapur (2007)
- Stop-Loss, regia di Kimberly Peirce (2008)
- Bright Star, regia di Jane Campion (2009)
- Il regno di Ga'Hoole - La leggenda dei guardiani (Legend of the Guardians: The Owls of Ga'Hoole), regia di Zack Snyder (2010) – voce
- Sucker Punch, regia di Zack Snyder (2011)
- Limitless, regia di Neil Burger (2011)
- W.E. - Edward e Wallis (W.E.), regia di Madonna (2011)
- 7 psicopatici (Seven Psychopaths), regia di Martin McDonagh (2012)
- RoboCop, regia di José Padilha (2014)
- The Merge with Abbie Cornish – cortometraggio (2014)
- Premonitions (Solace), regia di Afonso Poyart (2015)
- Lavender, regia di Ed Gass-Donnelly (2016)
- The Girl Who Invented Kissing, regia di Tom Sierchio (2017)
- Geostorm, regia di Dean Devlin (2017)
- Tre manifesti a Ebbing, Missouri (Three Billboards Outside Ebbing, Missouri), regia di Martin McDonagh (2017)
- 6 Days, regia di Toa Fraser (2017)
- Quando le mani si sfiorano (Where Hands Touch), regia di Amma Asante (2018)
- Sicario - Ultimo incarico (The Virtuoso), regia di Nick Stagliano (2021)

### Televisione
- Wildside – serie TV, 9 episodi (1997-1999)
- Close Contact, regia di Scott Hartford-Davis – film TV (1999)
- Water Rats – serie TV, episodio 5x32 (2000)
- Outriders – serie TV, 26 episodi (2001)
- Life Support – serie TV, 10 episodi (2001)
- White Collar Blue – serie TV, episodio 1x22 (2003)
- Marking Time, regia di Cherie Nowlan – film TV (2003)
- Robot Chicken – serie TV, episodio 4x16 (2009) – voce
- Klondike, regia di Simon Cellan Jones – miniserie TV, 6 puntate (2014)
- Jack Ryan – serie TV, 8 episodi (2018-2023)
- Affari segreti di damigelle (Secret Bridesmaids' Business) – miniserie TV, 6 puntate (2019)

## Doppiatrici italiane
Nelle versioni in italiano delle opere in cui ha recitato, Abbie Cornish è stata doppiata da:
- Federica De Bortoli in Un'ottima annata - A Good Year, W.E. - Edward e Wallis, 7 psicopatici, Premonitions, Quando le mani si sfiorano, Sicario - Ultimo incarico
- Domitilla D'Amico in Stop-Loss, Sucker Punch, Limitless, Geostorm
- Francesca Manicone in Elizabeth: The Golden Age, Bright Star, RoboCop
- Connie Bismuto in Paradiso + Inferno
- Sonia Mazza in Klondike
- Valentina Mari in Tre manifesti a Ebbing, Missouri
- Gea Riva in Jack Ryan
- Emanuela Damasio in Affari segreti di damigelle
- Letizia Ciampa ne Il regno di Ga'Hoole - La leggenda dei guardiani